# بولوج
شركة بولوج العامة ( (بالإندونيسية: Perusahaan Umum BULOG)‏، سابقًا مكتب اللوجستيات الإندونيسي ( (بالإندونيسية: Badan Urusan Logistik)‏ ، (تترجم حرفيا. Logistic Affairs Agency ) هي شركة قانونية في إندونيسيا تأسست لخدمة توزيع المواد الغذائية ومراقبة الأسعار .

## روابط خارجية
- موقع رسمي